# Professional griefers
«Professional griefers» es una canción electrónica del productor canadiense deadmau5 y el cantante Gerard Way, vocalista de la banda estadounidense My Chemical Romance. La canción, que forma parte del disco > album title goes here <, se publicó como sencillo el 14 de agosto de 2012, aunque ya existía una versión instrumental hacía aproximadamente un año. También existe una edición para radio de «Professional griefers», que tiene una duración menor.
Ambos artistas grabaron la canción juntos, en un estudio de Los Ángeles (California). Se la ha descrito como «un éxito electrohouse de tamaño extraordinario y agresivo», y en su estribillo Way canta acerca de un mundo lleno de «todas las cosas penosas» que ha hecho. La palabra griefers, del título de la canción, hace referencia a las personas que en los videojuegos multijugador molestan insistentemente a otros participantes.
Asimismo, su respectivo videoclip tiene influencia de videojuegos clásicos como Chrono trigger, y su trama consiste en un enfrentamiento futurista entre deadmau5 y Gerard Way, quienes pelean usando robots a control remoto en un campeonato de la Ultimate Fighting Championship (UFC). La filmación, según han declarado, contó con un presupuesto de más de un millón de dólares, con lo que se convertiría en «uno de los videos de música electrónica con mayor presupuesto de la historia». La canción fue incluida en la banda sonora de los videojuegos FIFA 13 y Asphalt 8: airborne.

## Antecedentes
deadmau5 había presentado en vivo una versión instrumental de «Professional griefers» desde 2011, aproximadamente un año antes de su publicación como sencillo. El 22 de marzo de 2012 se filtró en internet una versión de la canción que incluye la voz del cantante Gerard Way, vocalista de My Chemical Romance. En ese momento, ni deadmau5 ni Way habían hecho declaraciones acerca de esta versión, aunque un vocero de My Chemical Romance confirmó que este sí participa en la colaboración. El sitio web www.take40.com calificó a la colaboración de ambos artistas como «poco predecible». La filtración ocurrió la misma semana en que el productor comentó en un sitio web lo siguiente: «[...] usualmente no disfruto la idea de una “colaboración”... aunque pueden confiar en que cualquiera de las colaboraciones que he hecho en el pasado fueron el resultado de cosas en las que estoy totalmente interesado, como Flipside, los Foo, Cyprus Hill, etc.».
Sobre la colaboración, deadmau5 comentó en un principio: «Si yo hubiese sido forzado por mi discográfica, [yo] absolutamente [no lo habría aceptado]. “Oh, podemos conseguir a will.i.won't para el álbum”. A joder con eso. Ni siquiera conozco al tipo y parece ser un extraño, así que es imposible. Esto fue bueno porque me cayó bien el tipo. Gerard es realmente una persona genial y perfectamente podría pasar el rato con él». Acerca de Way, también señaló algo parecido: «No lo conozco hace tanto tiempo como para poder decir “conozco a este tipo”; no conozco a Gerard en un cien por ciento, ni su forma de pensar, pero me gusta adónde se está dirigiendo. De alguna forma me conecté con él en el sentido de que está casi en la misma posición que yo. Él está en medio de un mar de bandas de rock emo [...]; yo estoy en medio de un mar de DJ y cosas como esa, así que ambos teníamos esa conexión. Sentí que era como una colaboración cool, porque ambos podríamos deshacernos de eso por completo y hacer justamente esto, que es como nuestras fuerzas combinadas».

## Grabación
Ambos artistas grabaron la canción en Los Ángeles (California), en el estudio de un amigo de Gerard Way. La cadena de comunicaciones CBS destaca el hecho de que hayan trabajado juntos en vez de «enviarse archivos digitales el uno al otro por internet». Al respecto, deadmau5 ha comentado: «Si él hacía algo mal o, aunque no estuviera mal, algo sobre lo que pudiéramos discutirnos el uno al otro para pasar el rato, todo eso pasaba justo en ese momento y en ese lugar. Podíamos regresar a la pequeña sala de grabación y comenzar a gritar. Esa es una oportunidad única que se puede obtener entre dos artistas a ese nivel».

## Contenido musical y lírico
La revista Spin describe a «Professional griefers» como «un éxito electrohouse de tamaño extraordinario y agresivo», y como «una pista dance-pop con luces estroboscópicas», así como también hace notar que tiene un pulso electrónico «muy firme». James Shotwell, del sitio web Under the Gun Review, sostiene que «la más reciente canción de deadmau5 tiene toda la furia de un club punk rock empaquetada en un ritmo listo para la pista de baile». David Jeffries de Allmusic afirma que «Gerard Way de My Chemical Romance le da a “Professional griefers” toda su personalidad gótica». Asimismo, Heather McDaid, del sitio web británico This Is Fake DIY, describe lo siguiente: «Con sintetizadores orquestados de manera apretada, que provocan una urgencia por bailar desde el principio, el canto de Gerard le presta cierta oscuridad a la pista; un empuje que el mero golpeteo [electrónico] por sí solo no podría crear. La canción luego se abre, con beats y distorsiones saltarines que se unen con rápidas notas».
En el estribillo, Gerard Way canta las líneas «give me the sound to see / another world outside that's full of / all the broken things that I made» (en español, «dame el sonido para ver / otro mundo fuera que está lleno de / todas las cosas penosas que hice»). Los versos incluyen frases como «we got machines but the kids got Jesus» (en español, «nosotros tenemos máquinas pero los niños tienen a Jesús»), y se habla también de «chicas adictas al LSD». La letra ha sido descrita por Brandon Soderberg de Spin como «una crítica a la popularización y al mainstreaming». La palabra griefers, del título de la canción, hace referencia a las personas que en los videojuegos multijugador «se dedican a molestar deliberadamente a otros jugadores en el juego, usualmente de las formas más desagradables que sea posible», como insultar verbalmente, matar a otros jugadores, aliarse con el enemigo o colapsar los servidores.

## Promoción

### Lanzamiento
deadmau5 subió a su canal de YouTube una transmisión radial de la canción, antes de su lanzamiento. La publicación definitiva fue el 14 de agosto de 2012, y se difundió como el sencillo principal del sexto álbum de estudio de deadmau5, llamado > album title goes here < (2012). En este disco también hay una edición para radio de «Professional griefers», que tiene una duración menor, de alrededor de tres minutos. Además, el tema se incluyó en la banda sonora de los videojuegos FIFA 13 y Asphalt 8: airborne.

### Videoclip

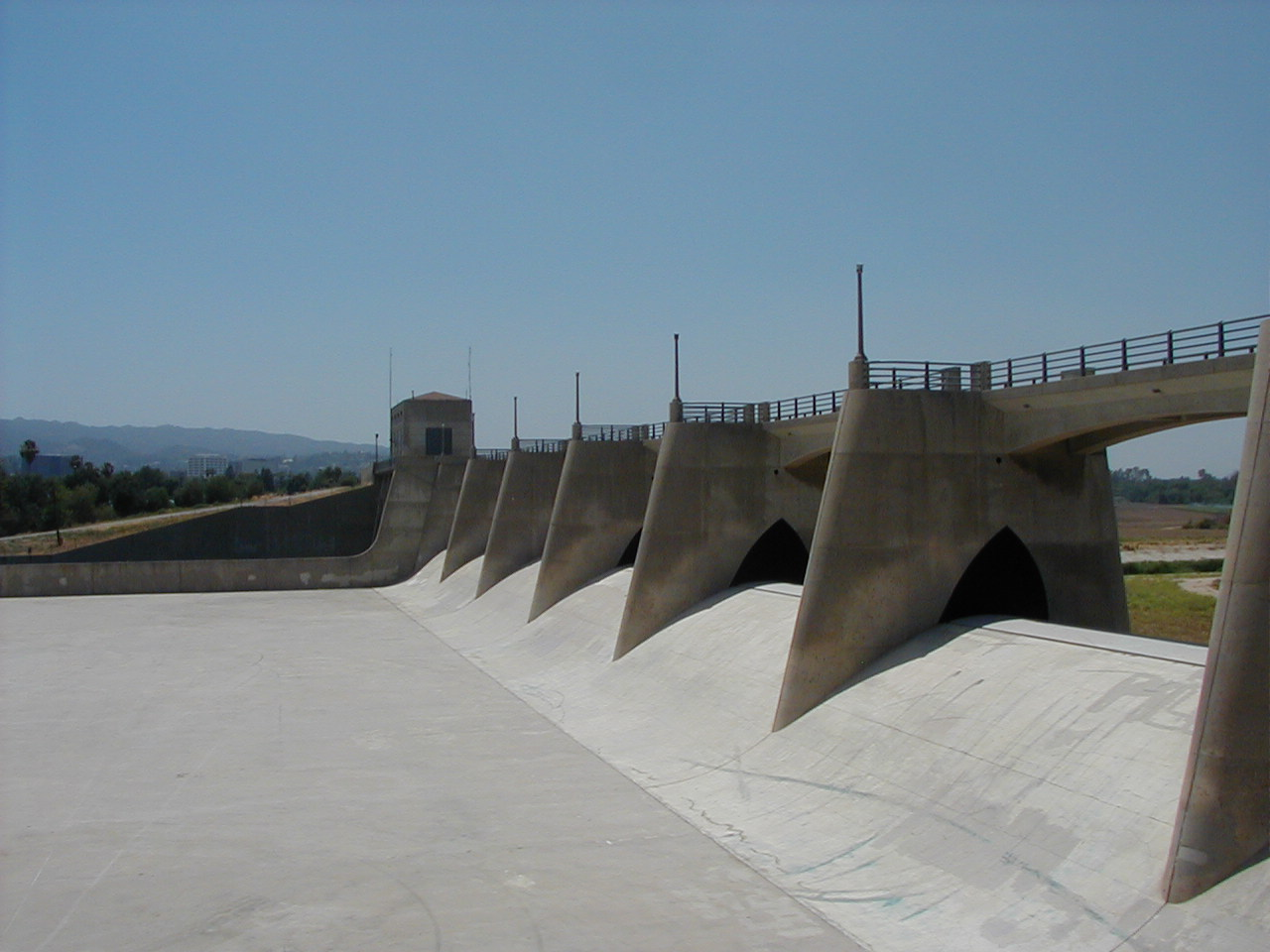
Sepulveda Dam, represa donde se rodó el video musical.

El videoclip de la canción se publicó el 29 de agosto de 2012 y, de acuerdo a las declaraciones de deadmau5, sería uno de los videos de música electrónica con mayor presupuesto de la historia, y su valor sería de más de un millón de dólares. Con respecto a esto, el canadiense se comparó con otro productor de electrónica: «Dios bendiga a Skrillex. Amo a ese tipo, pero saca un nuevo video... ¿qué, cada cuatro semanas? Yo soy como el sujeto de Dos Equis; normalmente no hago videoclips, pero cuando sí los hago, los hago en grande». La filmación se realizó en mayo de 2012, en las afueras de Los Ángeles (California), en la represa Sepulveda Dam.
La trama del video consiste en un enfrentamiento entre deadmau5 y Gerard Way, quienes manejan robots a control remoto para pelear en un campeonato mundial de la Ultimate Fighting Championship (UFC), todo esto en un escenario futurista y ante un público de dos mil extras. Ambos compiten dentro de un domo similar a la «cúpula del trueno» que aparece en la película Mad Max beyond thunderdome, y cuentan con paneles de control similares a los «cubos borg» de las películas de Star trek.

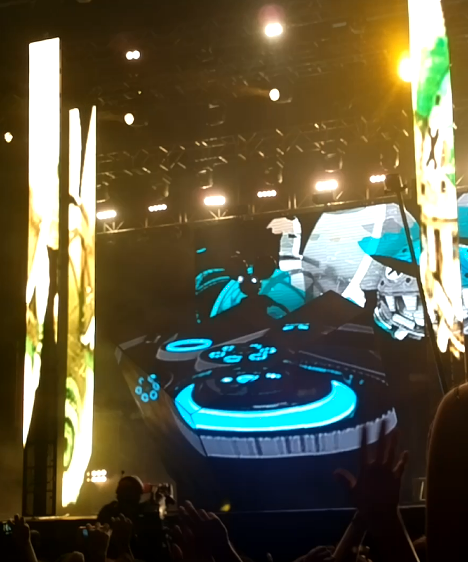
deadmau5 presentando en vivo «Professional griefers» en el festival Lollapalooza Chile 2013, en Santiago

En la posproducción (que duró alrededor de seis meses) se unió el lugar de la filmación (Sepulveda Dam) con el salar El Mirage del desierto de Mojave (California), y se insertaron los robots con cabezas de ratón de seis metros de alto. Al respecto, deadmau5 dijo que «los gráficos de computadora van a ser una locura», y que «lo genial es que los siete dígitos [de dólares] que estamos gastando están destinados mayormente a tecnología de renderización de última generación».
El productor ha señalado como influencia a algunos videojuegos clásicos y, en particular, al japonés de la década de los noventa Chrono trigger, de Nintendo, sobre el que ha comentado: «Ahí hay un robot llamado Gato, que es como un robot rechoncho y grande de entrenamiento para peleas. Así que ibas a una batalla en el juego con este robot, y este básicamente te entrenaba. Realmente quería que [los robots del videoclip] tuvieran ese aspecto, que fueran poco elegantes y posapocalípticos».

### Presentaciones en vivo
En su versión instrumental, «Professional griefers» había sido presentada en los conciertos de deadmau5 desde aproximadamente un año antes de su publicación formal. Además, la canción se tocó en la edición 2011 del festival Lollapalooza de Chicago, ocasión en la que el productor la mezcló con las voces del tema «Harder, better, faster, stronger», de Daft Punk. Gerard Way también se unió en el escenario a deadmau5 en su actuación en el iHeartRadio Festival, en septiembre de 2012, e interpretaron juntos el tema.

## Recepción

### Crítica
De acuerdo a Billboard, «Professional griefers» es una de las primeras canciones de la discográfica Ultra en llegar a las radios de rock, al obtener difusión, por ejemplo, en estaciones como KROQ de Los Ángeles o KITS de San Francisco, y mencionó que la pista contiene «ladridos de rock» de Gerard Way. Heather McDaid, de This Is Fake DIY, afirma que los beats, la distorsión y las notas de la canción «prueban ser innegablemente pegajosas», y que «cualquiera sea el fondo musical —ya golpeante, ya encumbrado—, el canto de Gerard lo refleja perfectamente». Además, opina que «a través de la colaboración, la música electrónica se une con el rock con un nuevo sabor y es emocionante, es coherente y de ninguna manera un elemento opaca al otro». El sitio web Sputnik Music destaca que «[Way] encuentra de alguna forma cómo hacer funcionar a la anteriormente instrumental “Professional griefers”, con sus electroimpulsos disparando tajadas tectónicas de adrenalina pura». El canal de televisión estadounidense Fuse incluyó a la canción en su lista de «Las 40 mejores canciones de 2012», en la posición 19.
James Shotwell, de Under the Gun Review, dijo en marzo de 2012 que «la presencia de Way, si es que en verdad es Way (nadie lo sabe aún), es extensa, pero te puedes encontrar a ti mismo cansado de la redundancia antes de que transcurran los segundos finales». Brandon Soderberg, de la revista Spin, dijo que «Professional griefers» era «una fuerte candidata a peor canción del año», y que era «una crítica a la popularización y al mainstreaming hecha por dos tipos populares y mainstream que creen ser más inteligentes de lo que son».
En cuanto a críticas mixtas, Darryl Wright, del sitio PopMatters, calificó a «Professional griefers» como una de las canciones «menos disfrutables» del álbum, y comentó lo siguiente: «Way está básicamente gritando junto a cada pulso electrónico, lo que suena sorprendentemente amateur. Sus cantos caen en la cima de cada golpe, con lo que esencialmente cancela la música de fondo y transforma a la pista en algo más bien irritante». Acerca del estribillo, Wright acotó: «El oyente se siente alienado hasta que el estribillo llega; esta melodía pegajosa hace un duro contraste que en verdad funciona realmente bien». Megan Farokhmanesh, de la revista Paste, comenta que «[desde la hipnotizante y totalmente relajante canción “The veldt”] se produce un duro salto a la siguiente pista cantada del álbum, “Professional griefers”. Cargada con los cantos frenéticos de Gerard Way, es una pista que une su perfección machacadora con su aspereza a los oídos. No hay duda sobre la energía que tiene la canción, [...] pero es una aventura arriesgada del tipo “amor u odio”».

### Posición en listas musicales
«Professional griefers» se ubicó en al menos dos listas musicales, la canadiense Alternative Rock y la estadounidense Alternative Songs. En esta última debutó en la posición n.° 36, y en las dos semanas siguientes subió a los puestos 34 y 28, respectivamente.
| Lista (2012)                                  | Posición más alta |
| --------------------------------------------- | ----------------- |
| Canadá: Alternative Rock                      | 48                |
| Estados Unidos: Alternative Songs (Billboard) | 28                |